# Percina evides
Percina evides hay còn gọi là Gilt darter là một loài cá nước ngọt trong họ Percidae được tìm thấy ở một số bang trong dòng nước sông Mississippi của Hoa Kỳ.

## Phân bố
Như đã mô tả hiện nay, chúng được tìm thấy trong các phần trên của lưu vực sông Mississippi của Bắc Mỹ. Sự phân bố địa lý của các loài này trong lịch sử bao phủ 18 tiểu bang trong dòng nước sông Mississippi, nhưng loài này đến nay được cho là tuyệt chủng từ New York, Iowa, Illinois và Indiana. 

## Đặc điểm
Con đực tăng trưởng nhanh hơn và lớn hơn so với con cái. Chúng đạt chiều dài khoảng 70mm trong năm thứ ba và có thể lên đến 94mm. Con đực cũng có nhiều màu sắc hơn. Loài này là loài nhạy cảm. Mùa sinh sản của chúng là vào mùa xuân. Con cái đẻ khoảng 130-400 trứng.
Chúng là một loại cá sống ở đáy mà ăn chủ yếu là ấu trùng côn trùng thủy sản nhỏ các thành phần khác nhau theo mùa và theo độ tuổi. Muỗi vằn, loài phù du và ấu trùng con sâu dùng làm mồi câu được con mồi rất dính vì chúng rất thích ăn. Trong những tháng ấm hơn, ấu trùng ruồi đen cũng là một thức ăn quan trọng đối với chúng. Ốc cũng đã được tìm thấy trong dạ dày của loài này. 